# آذرکافت

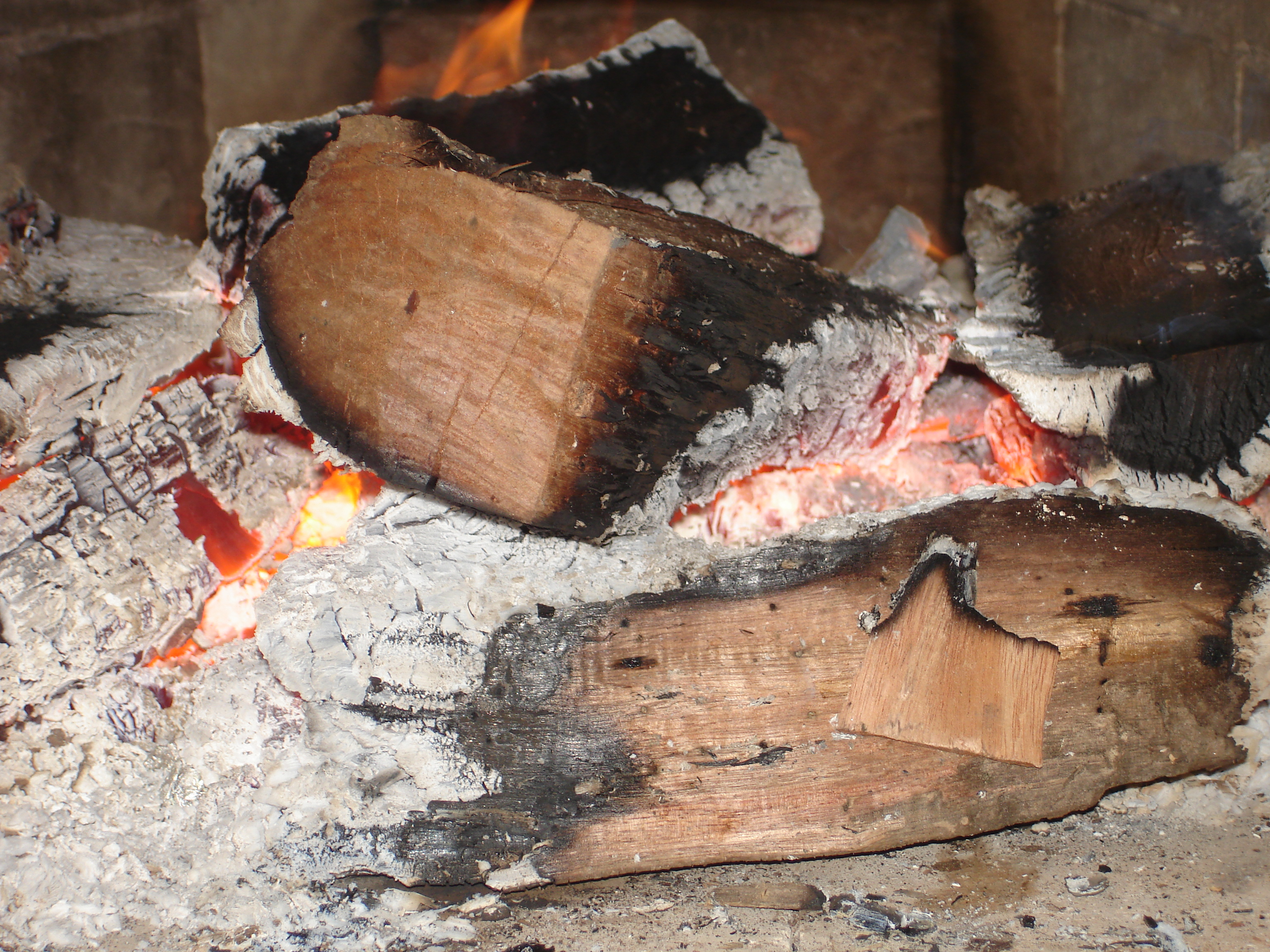
پیرولیز چوب

آذرکافت، تَف‌کافت یا پیرولیز (به انگلیسی: Pyrolysis) را می‌توان به عنوان فرایند قرار دادن مواد در دمای بسیار بالا در اتمسفرهای نسبتاً بی‌اثر به منظور تسهیل تجزیه حرارتی آنها تعریف کرد. توجه به این نکته ضروری است که فرایند پیرولیز سبب ایجاد تغییر شیمیایی در ماده تحت تأثیر آن می‌شود (ترکیبات شیمیایی ماده اولیه واکنش‌دهنده اولیه و محصول نهایی متفاوت است). اصطلاح پیرولیز از ترکیب دو کلمه یونانی pyro (به معنی آتش) Iysis (به معنی شکافت و جداسازی) ساخته شده است. به‌طور کلی، موادی که در معرض پیرولیز قرار می‌گیرند، تحت یک واکنش تجزیه شیمیایی قرار گرفته و به ترکیب‌ها و فرآورده‌های متعددی تجزیه می‌شوند.
فرایند پیرولیز به‌طور گسترده‌ای برای تجزیه مواد آلی استفاده می‌شود. به عنوان مثال، زغال کردن چوب (یا احتراق ناقص چوب) که سبب تشکیل زغال چوب می‌شود، فرایند پیرولیز را شامل می‌شود. به‌طور معمول، تجزیه در اثر حرارت یک ماده آلی باعث تولید چندین محصول فرار می‌شود و همچنین بقایای جامدی برجای می‌ماند که اغلب با کربن غنی شده است. می‌توان اشاره کرد که پیرولیز شدید، که اغلب تنها کربن را به عنوان پسماند برجای می‌گذارد، معمولاً به عنوان کربنیزاسیون شناخته می‌شود. همچنین می‌توان به این نکته اشاره کرد که پیرولیز به‌طور گسترده به عنوان گام اولیه برای دیگر فرآیندهای مرتبط مانند احتراق و تبدیل به گاز در نظر گرفته می‌شود.

## مکانیزم پیرولیز
ماده اولیه‌ای که پیرولیز می‌شود، در معرض دمای بالاتر از دمای تجزیه خود قرار می‌گیرد. در این مرحله، پیوندهای شیمیایی که مولکول‌های ماده اولیه را در کنار هم نگه می‌دارند، شکسته می‌شوند. این کار سبب تکه‌تکه شدن مولکول‌های ماده اولیه به مولکول‌های کوچک‌تر می‌شود. نامعمول نیست که این مولکول‌های کوچک‌تر در واکنش‌های شیمیایی با یکدیگر شرکت کنند تا مولکول‌های بزرگ‌تر دیگری را در ساختار پیرولیز تشکیل دهند. در واقع، برخی از این مولکول‌ها حتی جامدات آمورف با پیوند کووالانسی را تشکیل می‌دهند.
در بیشتر موارد، فرایند پیرولیز در غیاب اکسیژن و آب انجام می‌شود. این کار برای اینکه جو تا حد امکان خنثی شود انجام می‌شود. با این حال، در برخی موارد، مقدار بسیار کمی از آب و اکسیژن مجاز به ورود به سیستم پیرولیز است. این کار به منظور تسهیل دیگر فرآیندهای مهم مانند احتراق و هیدرولیز (که می‌تواند در تغییر انواع محصولاتی که از تجزیه در اثر حرارت مواد اولیه به دست می‌آیند نقش داشته باشد) انجام می‌شود. علاوه بر این، برخی از مواد شیمیایی نیز ممکن است با مواد اولیه مخلوط شوند تا محصولات خاصی از فرایند پیرولیز به دست آید. نمونه‌های رایج این روش‌ها را می‌توان در کراکینگ با بخار نفت خام و تولید زغال چوب از تجزیه در اثر حرارت هیزم مشاهده کرد.

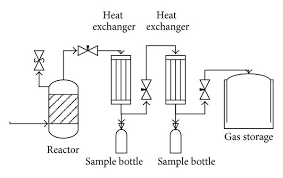
شماتیک دیاگرام پیرولیز

هنگامی که برخی از مواد اولیه آلی در معرض پیرولیز قرار می‌گیرند، فرآیندهای زیر انجام می‌شود.
هنگامی که دمای محیط زیر ۱۰۰ درجه سانتیگراد است، برخی از ترکیب‌های فرار در مخلوط مواد اولیه (مانند آب) دچار تبخیر می‌شوند. علاوه بر این، اجزای ماده اولیه که به گرما حساس هستند (مانند پروتئین‌ها و ویتامین C یا اسید اسکوربیک) دچار تغییرات جزئی در ترکیبات شیمیایی خود می‌شوند. نامعمول نیست که این پروتئین‌ها و ویتامین‌ها در این مرحله فرایند تجزیه را آغاز کنند
هنگامی که دمای محیط از مرز ۱۰۰ درجه سانتیگراد عبور می‌کند، تمام آثار برجای‌مانده از آبی که توسط ماده اولیه جذب شده است حذف می‌شود. با این حال، آبی که در داخل کریستال‌های هیدراته به دام افتاده است ممکن است برای آزاد شدن و تبخیر شدن به دمای بالاتری نیاز داشته باشد. انرژی زیادی در این نقطه توسط ماده اولیه جذب می‌شود تا تمام آب مایع به بخار آب تبدیل شود. در این دما، قندها، چربی‌ها و موم‌هایی که در مواد اولیه آلی وجود دارند ممکن است ذوب شوند و از مواد اولیه جدا شوند.
در محدوده دمایی که بین ۱۰۰ درجه سانتیگراد تا ۵۰۰ درجه سانتیگراد قرار دارد، بیشتر مولکول‌های آلی معمولی که در مواد اولیه آلی وجود دارند، تحت واکنش تجزیه قرار می‌گیرند و به مولکول‌های کوچک‌تر تجزیه می‌شوند. برای قندها، محدوده دمایی ایده‌آل در این شرایط برای واکنش تجزیه بین ۱۶۰ درجه سانتیگراد تا ۱۸۰ درجه سانتیگراد است. در صورت وجود سلولز در ماده اولیه، زمانی که دمای محیط به ۳۵۰ درجه سانتیگراد برسد، تجزیه می‌شود. یکی دیگر از ترکیب‌های رایج که در چنین دماهایی شروع به تجزیه می‌کند، لیگنین است (یک جزء حیاتی چوب). با این حال، لیگنین به انتشار محصولات فرار در طی فرآیندهای پیرولیز تا دمای ۵۰۰ درجه سانتیگراد ادامه می‌دهد. از دیگر فراورده‌های قابل توجه این واکنش تجزیه می‌توان به دی‌اکسید کربن، منوکسید کربن و آب اشاره کرد.
هنگامی که احتراق تمام باقی مانده‌های کربنی کامل شد، محصول باقی‌مانده یک ماده پودری است که معمولاً به عنوان خاکستر شناخته می‌شود، که این خاکستر از مواد معدنی اکسیدشده تشکیل شده است. این مواد معدنی نقطه ذوب بسیار بالایی دارند، به همین دلیل است که آنها طبیعت جامد خود را با وجود دماهای شدیدی که در طول فرایند پیرولیز تحمل می‌کردند، حفظ می‌کنند. توجه به این نکته مهم است که در سناریویی که فلزات خاصی در مواد اولیه آلی که در معرض پیرولیز قرار گرفته بودند وجود داشتند، فلزها معمولاً در خاکستر به شکل اکسیدهای فلزی یا کربنات‌های فلزی متمرکز می‌شوند.

## فرایندها
- فرایند تقطیر خشک، که شامل حرارت دادن مواد جامد به منظور به دست آوردن فرآیندهای گازی است، به عنوان نوعی پیرولیز جامدات شناخته شده است. یکی از کاربردهای رایج چنین فرآیندهایی در به دست آوردن اسید سولفوریک از سولفات‌ها است.
- فرایند تقطیر مخرب یکی دیگر از کاربردهای مهم پیرولیز است. در این فرایند، مواد فرآوری‌نشده (معمولاً در طبیعت آلی) در معرض مقادیر زیادی گرما در اتمسفرهای نسبتاً بی اثر قرار می‌گیرند تا تجزیه آنها به مولکول‌های کوچک‌تر فراهم شود. استخراج کک و خاکستر زغال سنگ از زغال سنگ با کمک این تکنیک به دست می‌آید.
- قهوه‌ای شدن شکر به کمک حرارت (که معمولاً به عنوان کاراملیزاسیون شناخته می‌شود) نمونه مهم دیگری از پیرولیز است.
- بسیاری از روش‌های معمول پخت‌وپز شامل پیرولیز هستند. نمونه‌های قابل توجه عبارتند از: کباب کردن، سرخ کردن و برشته کردن.
- یکی دیگر از کاربردهای قابل توجه پیرولیز زمانی است که چوب برای به دست آوردن قطران در دمای بالا، در قیر قرار می‌گیرد.
- فرایند پالایش نفت از فرایند پیرولیز نیز بهره‌برداری می‌کند. در این صنعت، از گرما برای ایجاد شکاف در هیدروکربن‌های نسبتاً بزرگ استفاده می‌شود که تجزیه آنها را به هیدروکربن‌های کوچک‌تر فراهم می‌کند.
- فرآیندهای طبیعی که در ایجاد سوخت‌های فسیلی دخیل هستند نیز شامل پیرولیز می‌شوند. همچنین می‌توان به این نکته اشاره کرد که فرایند کاتاژنز، که فرآیندی است که از طریق آن مواد آلی مدفون در معرض دما و فشارهای بالا در مدت زمان بسیار طولانی (برای تبدیل مواد آلی به زغال سنگ و دیگر سوخت‌های فسیلی) قرار می‌گیرد، نوعی پیرولیز خاص است

## انواع واکنش پیرولیز

### پیرولیز آهسته
پیرولیز آهسته با زمان ماندگاری طولانی جامدات و گاز، دمای پایین و نرخ گرمایش زیست توده آهسته مشخص می‌شود. در این حالت، دمای گرمایش از ۰٫۱ تا ۲ درجه سانتیگراد (۳۲٫۱۸ تا ۳۵٫۶ درجه فارنهایت) در ثانیه و دمای غالب نزدیک به ۵۰۰ درجه سانتیگراد (۹۳۲ درجه فارنهایت) است. زمان ماندن گاز ممکن است بیش از پنج ثانیه باشد و زمان زیست‌توده ممکن است از چند دقیقه تا چند روز متغیر باشد. در طی پیرولیز آهسته، قیر و زغال سنگ به عنوان محصولات اصلی آزاد می‌شوند زیرا زیست‌توده به آرامی از بین می‌رود. واکنش‌های پلیمریزاسیون مجدد/بازترکیب پس از انجام واکنش‌های اولیه رخ می‌دهد.

### فلاش پیرولیز
پیرولیز فلاش در نرخ گرمایش سریع و دماهای متوسط بین ۴۰۰ تا ۶۰۰ درجه سانتیگراد (۷۵۲ و ۱۱۱۲ درجه فارنهایت) رخ می‌دهد. با این حال، زمان ماندن بخار این فرایند کمتر از ۲ ثانیه است. پیرولیز فلاش در مقایسه با پیرولیز آهسته، مقادیر کمتری گاز و قطران تولید می‌کند.

### پیرولیز سریع
این فرایند در درجه اول برای تولید نفت و گاز زیستی استفاده می‌شود. در طول فرایند، زیست‌توده به سرعت تا دمای ۶۵۰ تا ۱۰۰۰ درجه سانتیگراد (۱۲۰۲ تا ۱۸۳۲ درجه فارنهایت) بستگی به مقدار مورد نظر فرآورده‌های زیستی نفت یا گاز گرم می‌شود. ذغال در مقادیر زیادی انباشته می‌شود و باید مرتباً حذف شود.

## انواع راکتورهای پیرولیز

### پیرولایزرهای بستر سیال حباب‌دار
ساخت و طراحی بسترهای سیال در مقایسه با انواع دیگر راکتورها، عموماً ساده است. پیرولایزرهای بستر سیال حباب‌دار دارای ظرفیت ذخیره گرمایی بزرگ، کنترل دما بهتر، ویژگی‌های انتقال حرارت عالی و تماس بهتر گاز و جامد هستند. در این پیرولایزر، زمان ماندن بخارات و جامدات توسط نرخ جریان گاز سیال کنترل می‌شود. در طی واکنش پیرولیز، زغال سنگ به عنوان یک کاتالیزور در بخارات ترک‌خورده عمل می‌کند. زعال سنگ در نهایت توسط فرآیندهای حباب جمع‌آوری می‌شود.

### تخت‌های سیال در گردش و تخت حمل و نقل
پیرولایزرهای بستر سیال در گردش دارای خصوصیات مشابهی با پیرولایزرهای بستر حبابدار هستند به استثنای اینکه زمان ماندن بخارها و زغال سنگ به دلیل سرعت گاز بیشتر سریع‌تر است. این پیرولایزرها تماس بهتری با گاز و جامد، ظرفیت پردازش بالا و پتانسیل مقابله با جامدات منسجم دارند که در غیر این صورت، ممکن است به اندازه کافی برای سیال شدن در بسترهای سیال حباب‌دار سخت باشند.

### پیرولایزر ابلیتیو
از طرف دیگر، پیرولایزر فرسایشی به گونه‌ای طراحی شده است که گرمای منتقل شده از دیواره راکتور داغ، ماده اولیه را تحت فشار نرم می‌کند. ذرات بزرگ مواد اولیه را می‌توان در این پیرولایزر تجزیه کرد زیرا سرعت واکنش تحت تأثیر انتقال حرارت از طریق ذرات زیست‌توده قرار نمی‌گیرد. این پیرولایزرها حرکت نسبی بالا بین دیواره راکتور و ذره و فشار بالای ذره روی دیواره راکتور داغ را تضمین می‌کنند. از نیاز به گاز بی‌اثر جلوگیری می‌کند و از این رو تجهیزات پردازش آن کوچک است و سیستم واکنش شدیدتر است.

## مزایای پیرولیز
- این یک فناوری ساده و ارزان برای پردازش طیف گسترده‌ای از مواد اولیه است.
- ضایعاتی که به محل دفن زباله می‌روند و انتشار گازهای گلخانه‌ای را کاهش می‌دهد.
- خطر آلودگی آب را کاهش می‌دهد.
- این پتانسیل را دارد که با تولید انرژی از منابع داخلی، وابستگی کشور به منابع انرژی وارداتی را کاهش دهد.
- مدیریت زباله با کمک فن آوری مدرن تجزیه در اثر حرارت نسبت به دفع در محل‌های دفن زباله ارزان است.
- ساخت نیروگاه پیرولیز فرآیندی نسبتاً سریع است.
- چندین شغل جدید برای افراد کم‌درآمد بر اساس میزان زباله‌های تولیدشده در منطقه ایجاد می‌کند که به نوبه خود مزایای بهداشت عمومی را از طریق پاکسازی زباله‌ها فراهم می‌کند.[نیازمند منبع]